# 宋玉麟
宋玉麟（1947年—），江苏太仓人，汉族，中华人民共和国美术家、政治人物，江苏省国画院院长，第十一届全国人民代表大会江苏地区代表。
毕业于上海戏剧学院舞台美术专业。2008年起担任全国人大代表。